# Phare de Thirty Mile Point
Le phare de Thirty Mile Point (en anglais : Thirty Mile Point Light), est un phare actif situé sur la rive sud lac Ontario, dans le Comté de Niagara (État de New York).
Il est inscrit au Registre national des lieux historiques depuis le 19 juillet 1984 .

## Histoire
Le phare a été construit en 1875 en pierre taillée à la main. L'ancienne tour est en cours de restauration. Il fait partie du Golden Hill State Park (en), un parc d'État de l'État de New York. Le phare est ouvert au public. Le bâtiment de signalisation du brouillard de briques de 1935 est utilisé comme aire de loisirs pour les terrains de camping. Un groupe local, les Amis du phare de Thirty Mile Point, travaille à sa rénovation et à sa préservation. La maison du gardien comprend un appartement de 3 chambres à louer. Il a été désactivé de 1958 à 1998.

## Description
Le phare  est une tour quadrangulaire en pierre avec une galerie et une lanterne de 19 m de haut, reliée à une maison de gardien. La tour est non peinte et la lanterne est noire avec un toit rouge. Son feu isophase Il émet, à une hauteur focale de 22 m, un éclat blanc par période de 10 secondes. Sa portée n'est pas connue.
Identifiant : ARLHS : USA-844 ; USCG : 7-2395 .
|          |
| Le phare |

|                         |
| Le phare (actuellement) |

### Lien connexe
- Liste des phares de l'État de New York